# ポンポーニョ・ガウリコ

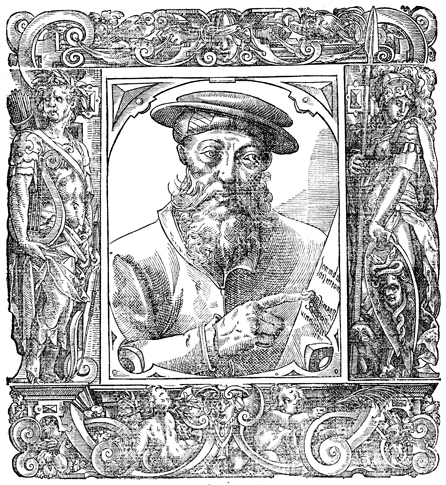
ポンポーニョ・ガウリコ

ポンポーニョ・ガウリコ（Pomponio Gaurico, 1484年頃-1530年）は、イタリアの詩人、人文主義者。占星術師ルーカ・ガウリコの弟。
サレルノ地方ガウロで生まれた。父ベルナルディノは文法学者だった。16世紀初頭にヴェネツィア、次いでパドヴァに滞在し、このころジローラモ・フラカストロ等と交流を持ったようである。20歳になるかならないかというこの時期に、代表作『彫刻論』（フィレンツェ、1504年）が公刊された。これは17世紀半ばまでに10回版を重ねている（抜粋を含む。なお、兄ルーカが関与したボローニャ版を除けば、ニュルンベルク、アントウェルペン、ストラスブール、アムステルダムなどいずれもイタリア以外での出版であった）。
その後ローマに滞在し、更に1512年から19年にはナポリで詩学の教師を務めた。ギリシャ語やラテン語に長けており、この頃サレルノの王子の家庭教師も務めている。1520年にはラテン語による詩集を上梓した。
彼はソレントからカステッランマーレ (It:Castellammare) への途上、女性関係のトラブルから暗殺され、遺体は海に投棄されたというエピソードが事実であるかのように紹介されることもあるが、あくまでも伝説に過ぎないようである。